# Лімбеній Векь
Лімбеній Векь (рум. Limbenii Vechi) — село у Глоденському районі Молдови. Утворює окрему комуну.

## Населення
За даними перепису населення 2004 року у селі проживала 1861 особа.
Національний склад населення села:
| Національність       | Кількість осіб | Відсоток   |
| -------------------- | -------------- | ---------- |
| молдавани румуни     | 1828 2         | 98,2% 0,1% |
| росіяни              | 15             | 0,8%       |
| українці             | 10             | 0,5%       |
| цигани               | 4              | 0,2%       |
| поляки               | 1              | 0,1%       |
| інша / без відповіді | 1              | 0,1%       |
| Всього               | 1861           | 100%       |